# Interâmicos
Os interâmicos, ocasionalmente citados como interâmnicos (em latim: interamici; em grego: Ιντεραμμικοί; romaniz.: Interammikoi), foram um povo galaico do convento bracarense, que vivia na atual região de Trás-os-Montes, Portugal, e norte de Espanha, na zona fronteiriça de Zamora e Ourense.
Os interâmicos são citados por Ptolemeu, e nalgumas inscrições epigráficas, entre as quais a mais importante é o Padrão dos Povos, em que são listados entre outros tribos que contribuiram a construção da ponte romana de Chaves.